# Městská plovárna Plzeň

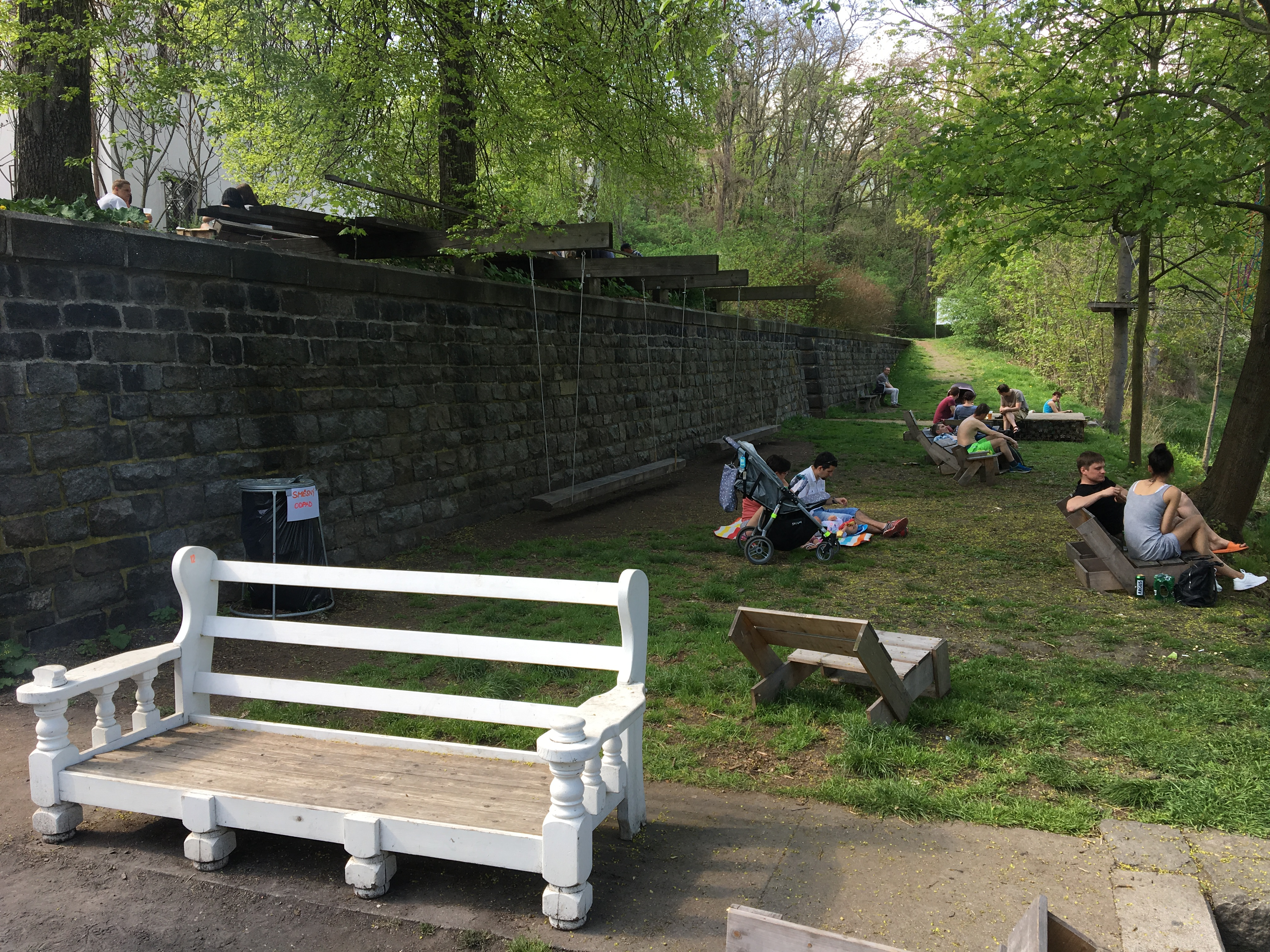
náplavka na Městské plovárně

Městská plovárna Plzeň je místo označující bývalou říční plovárnu na řece Radbuze v Plzni. Vznikla v roce 1910 ve čtvrti Doudlevce a pro někoho je známa pod názvem „Grubrovka“. Nahradila tehdy populární plovárnu u dnes stojícího Wilsonova mostu, jehož stavbě a postupné regulaci toku řeky musela ustoupit. Zároveň měl přesun vyřešit i nedostatečnou kapacitu tehdejší plovárny.
Městská plovárna byla při svém otevření dobře vybavena a stala se dokonce vzorem pro Ženský klub v Chicagu. Po úspěšných prvních letech provozu zažívala plovárna těžké časy v době první světové války, kdy byl nedostatek lidí, kteří by dělali na plovárně dozor. Výuka plavání byla zastavena úplně. Přesto plovárna 6. července 1917 zaznamenala rekordní návštěvnost, 4863 osob. 
Po konci války plovárna znovu naplno ožila a do 25. výročí, které oslavila v roce 1935, zaznamenala 1 100 000 návštěvníků. Po hubených časech druhé světové války, kdy byl provoz plovárny omezen, se začal provoz znovu rozbíhat. V 50. a 60. letech však zájem veřejnosti o koupání v řece upadal. Důvodem byla horšící se kvalita vody a ovzduší. Milovníci koupání též začali více využívat Bolevecké rybníky. Plovárna byla ve své původní podobě v roce 1965 uzavřena.

## Obnovená městská plovárna
Plovárna začala znovu ožívat v roce 2013 díky iniciativě spolků Maják Plzně a Pěstuj prostor. Místo se dočkalo částečné obnovy a slouží k trávení volného času a pořádání kulturních akcí.